# پاچاراجا
پاچاراجا (به صربی: Pačarađa) یک منطقهٔ مسکونی در صربستان است که در کورشوملیا واقع شده‌است. پاچاراجا ۴۱ نفر جمعیت دارد.